# دلاخ
دلاخ (به آلمانی: Dellach) یک منطقهٔ مسکونی در اتریش است که در ناحیه هرماگور واقع شده‌است. دلاخ ۱٬۳۵۱ نفر جمعیت دارد.